# Jouy-Mauvoisin
Jouy-Mauvoisin là một xã của Pháp, nằm ở tỉnh Yvelines trong vùng Île-de-France.
Người dân ở đây trong tiếng Pháp gọi là Joyaciens.
Các xã giáp ranh: Buchelay về phía đông bắc, Fontenay-Mauvoisin về phía đông nam, Perdreauville về phía tây và Rosny-sur-Seine về phía đông bắc.